# Astronomische Gesellschaft Katalog
El Astronomische Gesellschaft Katalog o AGK fa referència a una sèrie de catàlegs d'estrelles compilats per la societat Astronomische Gesellschaft, amb seu a Heidelberg, a Baden-Württemberg, Alemanya. Els primers catàlegs eren coneguts com a AGK (Astr. Gesellschaft katalog, en alemany) i AGK2, edicions que van ser substituïdes pel AGK3 catàleg d'estels amb llum pròpia segons la seva posició i moviment propi situats al nord de la declinació -2,5 graus. Actualment hi ha una versió actualitzada coneguda com a AGK3 U. Els moviments propis del AGK3 van ser aportats per la inspecció 'Quick V' de Palomar, que abastà un error formal mitjà de 0,82 segons per segle. Les posicions AGK3U tenen un error mitjà de 0,167 segons i una època calculada segons el terme mitjà (average epoch) 1950.62. Segons la documentació el catàleg AGK3 «és un catàleg de posicions i moviment propi, al nord de la declinació 2,5, deduïda de les plaques fotogràfiques preses a Bergedorf i Bonn entre els anys 1928 a 1932 i entre 1956-1963. Els autors del primer catàleg foren O. Heckmann i W. Dieckvoos, mentre que l'AGK3 és obra de B. Bucciarelli, D. Daou, M. G. Lattanzi, L. G. Taff.